# 福島県道135号三株下市萱小川線
福島県道135号三株下市萱小川線（ふくしまけんどう135ごう みかぶしもいちがやおがわせん）は、福島県石川郡古殿町からいわき市小川町に至る一般県道である。

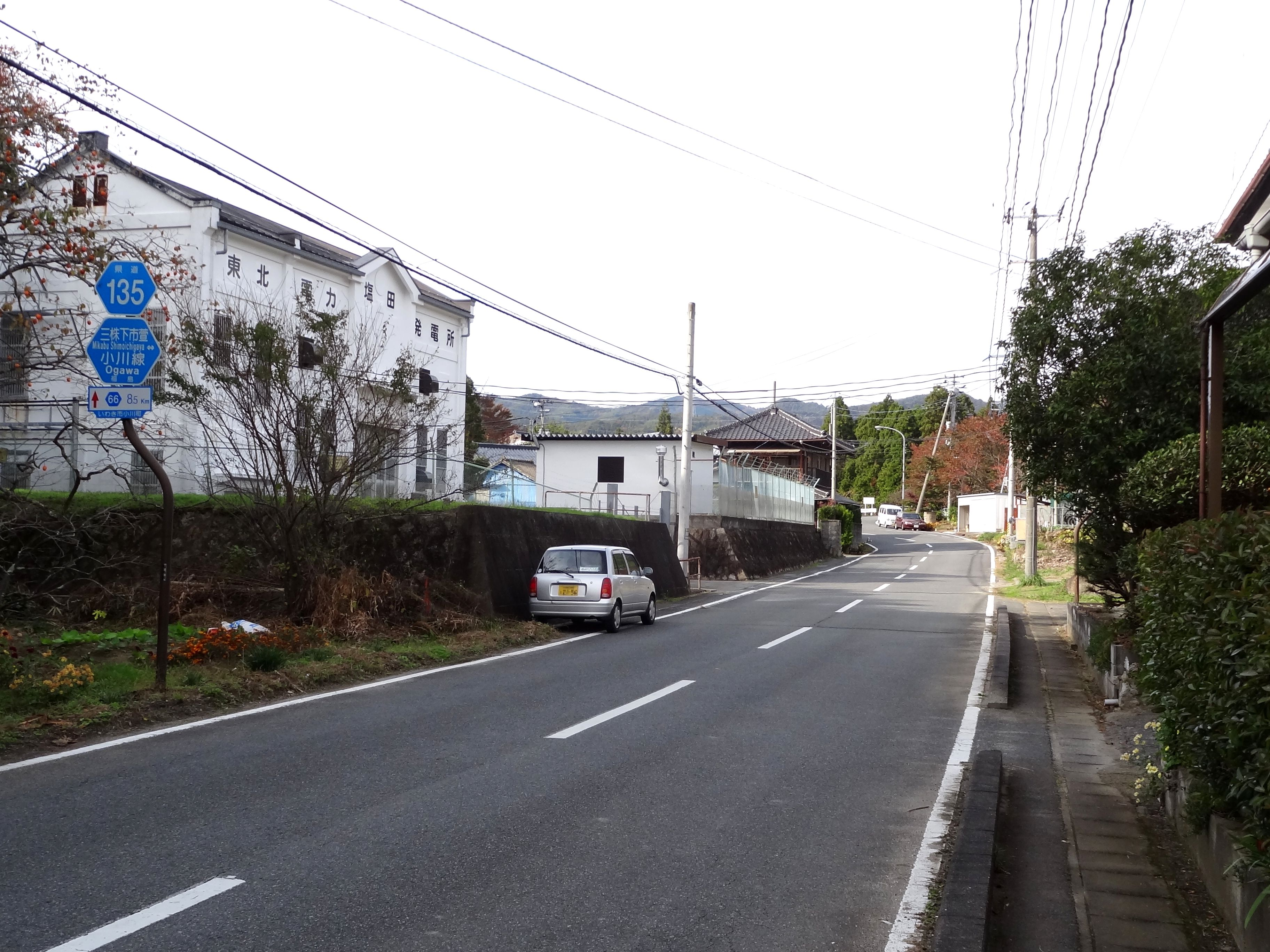
いわき市小川町塩田付近

## 路線概要
- 起点：石川郡古殿町松川字滝ノ平
- 終点：いわき市小川町上平字光平
- 総延長：51.431 km[1]
  - 実延長：43.636 km
- 路線認定年月日：1959年8月31日[2]

### 自動車交通不能区間[3]
- いわき市三和町下市萱〜同市三和町上永井（延長2.0 km）[4]

### 異常気象時通行規制区間
- いわき市小川町塩田 - 同市三和町下永井（延長5.3 km）：落石崩壊の危険のため連続雨量120 mmにて通行止め[5]。

### 重用路線
- 福島県道14号いわき石川線（石川郡古殿町松川字大原地内）
- 福島県道20号いわき上三坂小野線（いわき市三和町下市萱〜同市三和町下市萱字滝ノ上）
- 国道49号（いわき市三和町下市萱字堀ノ内（下市萱交差点）〜同市三和町下市萱字根小屋）
- 福島県道66号小名浜小野線（三和町上永井字永井坂〜下永井字峰岸）
- 福島県道248号小川赤井平線（小川町高萩字上代（高萩交差点）〜同市小川町高萩字下代）

### 道路施設
大原橋
- 全長：55.3m
- 幅員：6.5m
- 竣工：1971年[6]

古殿町松川字和久から字大原に至り、二級水系鮫川を渡る。
落合橋
- 全長：11.5m
- 幅員：6.5m
- 竣工：1971年[7]

古殿町大久田、山上からいわき市三和町下市萱に至り、二級水系鮫川水系入遠野川を渡る。橋上は上下対面通行で供用され、センターラインや歩道は整備されていない。東詰は福島県道20号へ合流する丁字路の突き当りである。
三島橋
- 全長：93.2m
- 幅員：6.0m
- 竣工：1968年[6]

いわき市小川町三島字仲屋敷から字瀬棚をかすめ小川町上平字光平、小川町関場字高垣に至り、二級水系夏井川を渡る。東側には夏井川から分岐する用水路である小川郷筋を渡る三島小橋があり、当路線終点の国道399号交点につきあたる。

## 通過する自治体
- 福島県
  - 石川郡古殿町 - いわき市

## 接続・交差する道路
- 古殿町内
  - 福島県道71号勿来浅川線（松川字滝ノ平 起点）
  - 福島県道14号いわき石川線 松川工区バイパス（松川字大原）
  - 福島県道14号いわき石川線 本線 石川町方面（松川字大原）
  - 福島県道14号いわき石川線 本線 いわき市街地方面（松川字大原）
- いわき市内
  - 福島県道20号いわき上三坂小野線 小野町方面（三和町下市萱）
  - 福島県道20号いわき上三坂小野線 いわき市街地方面（三和町下市萱字滝ノ上）
  - 国道49号 郡山市方面（三和町下市萱字堀ノ内（下市萱交差点））
  - 国道49号 いわき市街地方面（三和町下市萱字根小屋）
  - 福島県道66号小名浜小野線 小野町方面（三和町上永井字永井坂）
  - 福島県道66号小名浜小野線 いわき市街地方面（三和町下永井字峰岸）
  - 福島県道248号小川赤井平線 いわき市街地方面（小川町高萩字上代（高萩交差点））
  - 福島県道248号小川赤井平線 いわき市街地方面（小川町高萩字下代）
  - 国道399号（小川町上平字光平 終点）

## 沿線
- 小川郵便局